# قيسارية فيليب (بانياس)
انتبه الفرق بين هذه المنطقة وبين قيسارية ماريتيما (قيسارية الحديثة)، أيضًا في فلسطين؛ قيساريا مازاكا (قيصرية الحديثة) في تركيا؛ فيليبي في اليونان؛ أو بانياس في سوريا.
قيسارية فيليب /ˌsɛsəˈriːə fɪˈlɪpaɪ/ . (باللاتينية: Caesarea Philippi)‏ حرفيا «قيصرية فيليب»؛ (بالإغريقية: Καισαρεία Φιλίππεια)‏ Kaisareía Philíppeia) أو قيسارية فيليبي أو تسمى أيضا بشكل شائع قيسارية البانياس ، كانت مدينة رومانية قديمة تقع عند سفح جبل الشيخ، في الجهة الجنوبية الغربية منه. كانت المدينة مجاورة لنبع مياه ومغارة وأضرحة ذات صلة مخصصة للإله الإغريقي اليوناني بان. قيسارية الآن غير مأهولة تقريبا، وتعتبر موقع أثري في هضبة الجولان.
كانت تسمى قيسارية باسم Paneas /pəˈniːəs/ (Πανειάς Pāneiás)، -بانياس-، وفي وقت لاحق؛ أصبح يطلق عليها اسم قيصرية بانياس (قيسارية بانياس)، منذ وقت الفترة الهلنستية بعد ارتباطها بالآلهة بان، وهو الاسم الذي تحول إلى بانياس /ˈbɑːnjəs/ ، الاسم الذي يعرف به الموقع اليوم. (تتحدث هذه المقالة عن تاريخ بانياس بين العصر الهلنستي وبداية العصر الإسلامي. لفترات أخرى، انظر بانياس .) كانت تعرف المدينة لفترة وجيزة باسم نيرونياس (بالإغريقية: Neronias /nəˈroʊniəs/ (Νερωνιάς Nerōniás)؛ وكان يطلق على المنطقة التي تحيط بها باسم بانيون (بالإغريقية: Panion /pəˈnaɪən/ Πάνειον Pāneion).
يذكر اسم قيسارية فيليب بالاسم في إنجيل متى  ومرقس. قد تظهر المدينة في العهد القديم تحت اسم بعل جاد (حرفيا «سيد الحظ»، اسم إله الحظ الذي ربما تم تحديده لاحقًا باسم بان)؛ توصف بعل جاد بأنها «في وادي لبنان عند سفح جبل الشيخ». قام كل من فيلوستورغيوس وثيودوريجس وبنيامين التطيلي وصموئيل بن شمشون بتحديد قيسارية فيليب بشكل خاطئ على أنها لايش (أي تل القاضي). ولكن، وضع يوسابيوس القيصري بلدة لايش (تل القاضي) بدقة بالقرب من بانياس، ولكن في الميل الرابع على الطريق المؤدية إلى صور.

## التاريخ

### بانياس الفترة الهلنستية

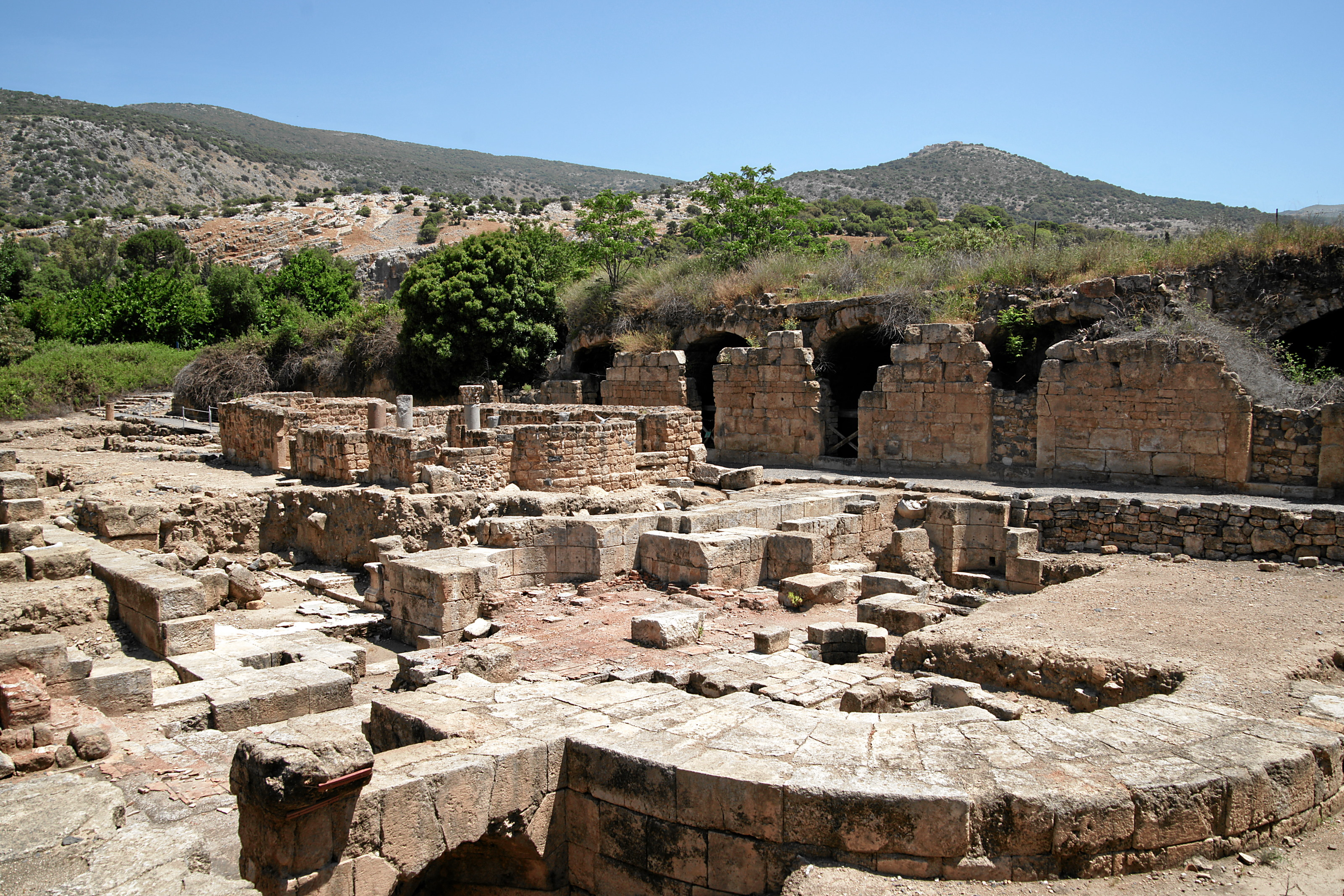
أنقاض قصر أغريباس في "نيرونياس / قيسارية فيليبي"

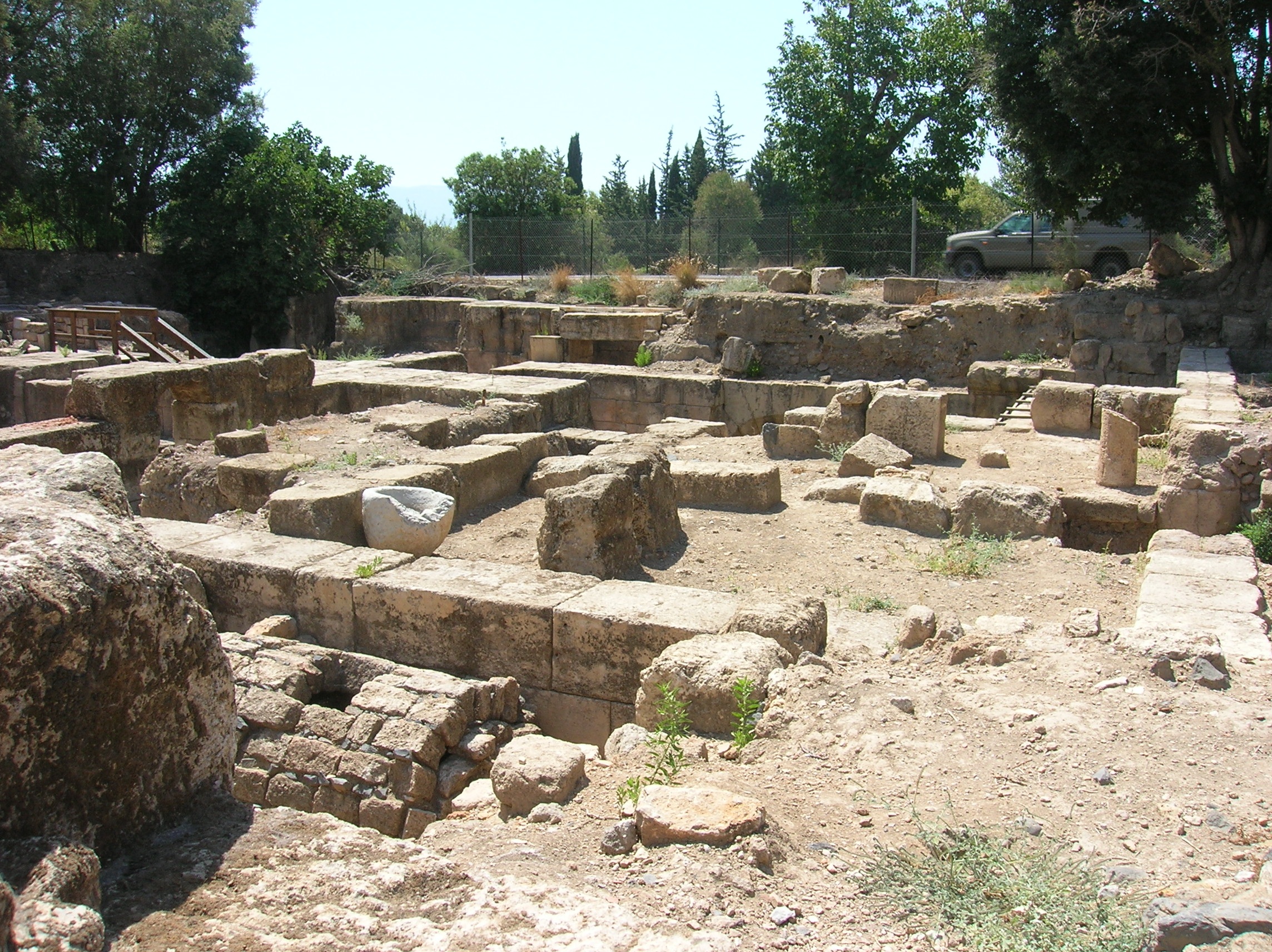
أنقاض قصر أغريباس

بدأت غزوات وفتوحات الإسكندر الأكبر عملية نشر الثقافة الهيلينية في مصر وسوريا، والتي استمرت حوالي ما يقارب 1000 عام. تم إستعمار بانياس لأول مرة في العصر الهلنستية. بنى الملوك البطالمة في القرن الثالث قبل الميلاد مركز عبادة وتقديس.
بانياس هو نبع مياه، حيث يُعرف اليوم بهذا الاسم عينه، بانياس، سمي تيما باسم بان، الإله الإغريقي اليوناني، اله الأماكن المهجورة. يقع بالقرب من «طريق البحر» الذي ذكره إشعياء،  حيث سار العديد من جيوش العصور القديمة في هذا الطريق. في الماضي الغابر، انبثق وتدفق نبع مياه عملاق من باطن كهف موجود في طبقة سفلى مكونة من الحجر الجيري، وانحدر عبر الوادي ليتدفق إلى مستنقعات الحولة. حاليا هو مصدر تيار نهر الحاصباني. نبع نهر الأردن في السابق وتدفق من مستنقعات الحولة الموبوءة بالملاريا، لكنه الآن يتدفق من هذا النبع ومن نبعين اثنين آخرين أيضا في قاعدة سفح جبل الشيخ. انخفض تدفق النبع بشكل كبير وملحوظ في العصر الحديث والأوقات الحالية. لم يعد الماء يتدفق من الكهف، ولكنه يتسرب الآن فقط من الطبقة السفلية الصخرية الموجودة تحته.
كانت بانياس بلا أي شك مكانًا قديمًا يسوده جو عظيم من التقديسات والديانات، وعندما حلت تأثيرات الديانات الهلنستية على المنطقة، تباع وعبادات الآلهة المحلية مهدت الطريق لعبادة الآلهة بان، الذي تم تخصيص وتكريم وإهداء الكهف له، وهو الكهف نفسه الذي تدفق منه النبع الغزير الذي أسقى وغمر مستنقعات الحولة وصب في نهر الأردن في نهاية مطافه. الآلهة التي يتم ربط سيرتها بالموقع هي بعل جاد أو بعل حرمون.
تم ذكر معركة بانيوم من قبل المؤرخ اليوناني بوليبيوس في أقسام من أعماله التاريخية التي تدعى «نهوص الإمبراطورية الرومانية». وقعت معركة بانيوم في عام 198 قبل الميلاد بين جيوش مقدونية القدمى لمصر البطلمية من جهة، والإغريق السلوقيين من سورية الجوفاء بقيادة أنطيوخوس الثالث من جهة الثانية. عزز انتصار أنطيوخس قوة السيطرة السلوقية على فينيقيا، الجليل، السامرة، ويهودا حتى وقوع ثورة المكابيين. بنى السلوقيون الهيلينيون معبدًا وثنيًا مخصصًا لبان (إله النصر في المعركة وهو إله الذي يملك قدمي ماعز [خالق الذعر في العدو] ، إله الأماكن المهجورة، والموسيقى وقطعان الماعز في البانياس.

### الفترة الرومانية

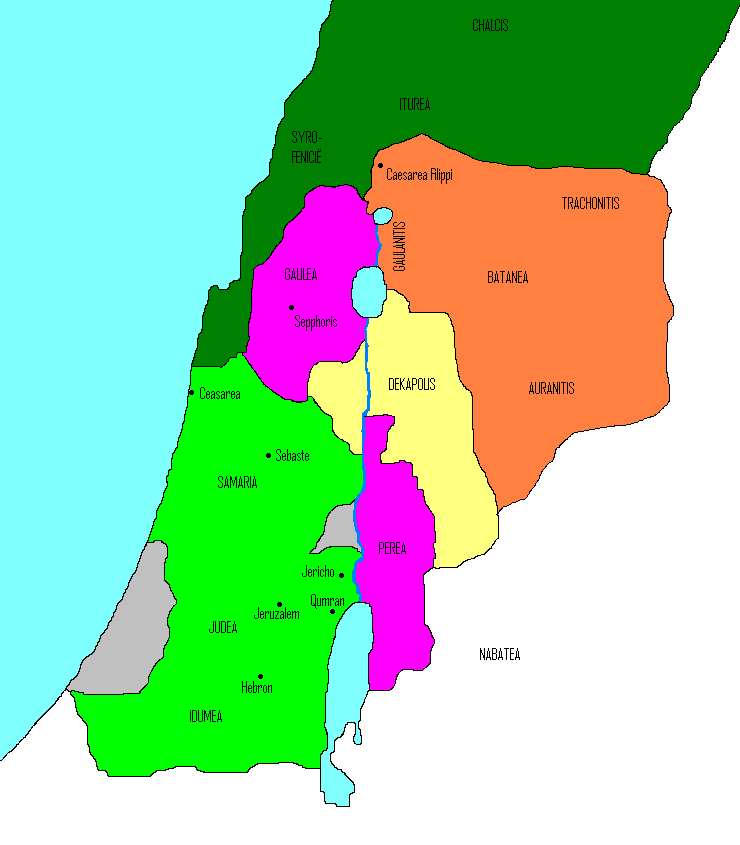
تقسيم مملكة هيرودس :
Territory under هيرودس أرخيلاوس, from 6 يهودا (مقاطعة رومانية)

خلال الفترة الرومانية كانت المدينة تدار كجزء من فينيقيا بريما وسوريا فلسطين، وأخيرا كعاصمة جولانتيس (الجولان)؛ حيث تم تضمينها مع بيرية في فلسطين الثانية، بعد عام 218 م. تم دمج مملكة باشان القديمة في مقاطعة باتانيا.

#### هيرودس وفيليب (20 ق.م - 34 م)
عند وفاة زينودوروس في عام 20 قبل الميلاد، تم ضم بانيون، التي كانت تشمل البانياس ، إلى مملكة هيرودس الأول. أقام هيرودس في هذه المنطقة معبد من «الرخام الأبيض» تكريما لراعيه. في عام 3 قبل الميلاد، أسس هيرودس فيلبس الثاني (المعروف أيضًا باسم فيليب التترارخ) مدينة في بانياس. والتي أصبحت العاصمة الإدارية للحكومة الرباعية لفيليب، التي شملت باتانيا؛ التي كانت تضم الجولان وحوران. أشار يوسيفوس فلافيوس للمدينة باسم قيسارية بانياس في عاديات اليهود. وأشار لها العهد الجديد باسم قيسارية (قيصرية) فيليبي (لتمييزها عن قيسارية ماريتيما الموجودة على ساحل البحر الأبيض المتوسط). في عام 14 م، أطلق عليها فيليب الثاني اسم قيسارية (قيصرية) على شرف الإمبراطور الروماني أغسطس، و «أنجز تحسينات» على المدينة. وضعت صورته على العملة التي صدرت في عام 29/30 م (لإحياء ذكرى تأسيس المدينة)، اعتبر هذا الأمر نوع من الوثنية من قبل اليهود ولكن تم لحاق التقليد الإدومي المتعلق بزينودوروس.

#### مقاطعة سوريا (34-61 م)
عند وفاة فيليب الثاني في عام 34 م، تم دمج النظام الرباعي في محافظة سوريا؛ مع إعطاء المدينة حكم ذاتي لإدارة إيراداتها وأرباحها الخاصة.

#### «نيرونياس» (61-68 م).
في عام 61 م، قام الملك أغريباس الثاني بتغيير اسم العاصمة الإدارية لأسم نيرونياس تكريما للإمبراطور الروماني نيرون: «نيرونياس إرينوبوليس» كان الاسم الكامل للعاصمة. لكن، استمر استعمال هذا الاسم حتى عام 68 بعد الميلاد، عندما أقدم نيرون على الإنتحار. قام أغريباس أيضًا بإجراء تحسينات وتطويرات مدنية وحضرية  من المحتمل أن تكون نيرونياس قد حصلت على «مرتبة إستعمارية» من قبل نيرون، الذي أنشأ بعض المستعمرات 
خلال الثورة اليهودية الكبرى، قام فسبازيان بمنح قواته بعض الراحة في قيسارية فيليب، في شهر يوليو عام 67 م، حيث أقيمت ألعابًا على مدى 20 يومًا قبل التقدم نحو طبريا لسحق المقاومة اليهودية في الجليل.

#### جمعية الإنجيل
في الأناجيل الإزائية، قيل أن يسوع اقترب من المنطقة القريبة من المدينة، ولكن دون دخول حدود المدينة نفسها. سأل يسوع أقرب تلاميذه، أثناء تواجده في هذه المنطقة، من تظنوني أو من تعتقدوني؟. تم العثور على شهادات حول إجاباتهم - بما في ذلك اعتراف بطرس بالمسيح - في الأناجيل الإزائية الخاصة بمتى ومرقس ولوقا. قام القديس بطرس في هذا الوقت بالإعتراف بيسوع كمسيح و «ابن الله الحي»، وقد أعطى المسيح بدوره تكليفًا لبطرس. هنا، كان الرسل بطرس وجيمس ويوحنا شهود على تجلي يسوع الذي حدث «في مكان مرتفع وقريب» وتم تسجيل حدوثه في متى (17: 1-7) ومرقس (9: 2-8) ولوقا (9: 28-36).
وفقا للتقليد الرهباني المسيحي، قام يسوع بعملية شفاء أعجوبة لإمرأة من بانياس، التي كانت تعاني من نزيف دموي منذ مدة 12 عاما.  

### الفترة البيزنطية

#### يوليان المرتد
عند بلوغه منصب إمبراطور الإمبراطورية الرومانية في عام 361 م ، حفز يوليان المرتد على حدوث إصلاح ونهضة دينية في الدولة الرومانية، كجزء من تخطيط الذي يهدف إلى استعادة العظمة والقوة الضائعة للدولة الرومانية. أيد استعادة وإرجاع الوثنية الهيلينية كدين للدولة. تم تحقيق ذلك في بانياس، عن طريق استبدال الرموز المسيحية وكل ما يتعلق بها. يصف سوزومن الأحداث المتعلقة باستبدال تمثال للمسيح (وهو حدث الذي شهده يوسابيوس أيضًا): - 
 بعد أن سمعت أنه في قيسارية فيليبي، التي تسمى أيضًا بانياس، وهي مدينة في فينيقيا، كان يوجد هناك تمثال للمسيح مشهور بشكل واسع، وهو تمثال أقامته امرأة شفيها الرب من تدفق الدم. أمر يوليان بإزالته، وأقيم تمثال لنفسه مكانه؛ ولكن سقطت عليه نار شديدة من السماء وكسرت الأجزاء المجاورة لمنطقة الصدر. تم قذف الرأس والرقبة ووقعا على الأرض بوضعية السجود، وثبت على الأرض مع توجه الوجه لنحو الأسفل، عند النقطة التي كان فيها الصدع الذي كسر التمثال؛ وقد صمد بهذه الطريقة منذ ذلك اليوم وحتى الآن، ممتلئة بصدأ البرق ". 

### بداية الفترة الإسلامية
في عام 635، اكتسبت بانياس شروط استسلام مؤاتية من الجيش الإسلامي الذي كان بقيادة خالد بن الوليد، بعد هزيمة جيش هرقل. في عام 636 م، تقدم جيش بيزنطي تم تشكيله حديثًا نحو فلسطين، حيث استخدم هذا الجيش بانياس كنقطة تحضير وانطلاق للقيام بمواجهة الجيش الإسلامي في اليرموك.
كان تهجير سكان بانياس بعد الفتح الإسلامي سريعًا، حيث اختفت الأسواق التقليدية لبانياس (14 موقعًا فقط من بين 173 موقعًا بيزنطيًا في المنطقة أظهر علامات على وجود سكن بداية من هذه الفترة). بدأت المدينة الهلنستية في الهبوط والتشتت. أنشأ مجلس الجباية، إدارة الأراضي الجديدة لخلافة عمر، وبقيت بانياس المدينة الرئيسية في منطقة قطاع الجولان، ضمن جند دمشق، وذلك نظرا لأهميتها العسكرية الاستراتيجية على الحدود مع فلسطين.
زارت الراهبة هيبرج قيسارية عند حوالي عام 780، وأبلغت أن البلدة يتواجد بها كنيسة و «عدد كبير من المسيحيين».     

## الأسقفية (الفترة البيزنطية حتى الآن)
أصبحت قيسارية فيليب (قيسارية البانياس) مقرًا للأسقف في وقت مبكر: تقول التقاليد المحلية أن الأسقف الأول كان إيراستوس المذكور في رسالة القديس بولس إلى أهل روما (Romans 16:23). التفاصيل التي من الممكن التحقق منها تاريخيا تفيد بأن أسقف الكرسي فيلوكالوس، كان في مجمع نيقية الأول (325)، وأن مارتيريوس أحرق حتى الموت تحت حكم يوليان المرتد، وأن باراتوس كان في مجمع القسطنطينية الأول عام 381. فلافيان، الذي كان (420) أسقف قيسارية فيليبي  وأوليمبيوس في مجمع خلقيدونية في عام 451 م. كما ويتم ذكر الأسقف أناستاسيوس، الذي يعتبر من نفس الكرسي، والذي أصبح بطريرك القدس في القرن السابع.
في زمن الحروب الصليبية، أصبحت قيسارية فيليب أبرشية الكنيسة اللاتينية ومعروف أسماء اثنين من أساقفتها، آدم وجون. لم تعد قيسارية فيليب أسقفية سكنية، وهي مدرجة اليوم من قبل الكنيسة الكاثوليكية الرومانية ككرسي لقبي. وهي أيضًا واحدة من الأماكن التي عينتها بطريركية أنطاكية الكنيسة الأرثوذكسية كأسقفية رمزية.

## علم الآثار
اليوم تعتبر قيسارية فيليبي موقع ذو أهمية أثرية، وتقع ضمن محمية البانياس الطبيعية. الآثار والأنقاض متعددة وقد تم التنقيب والكشف عنها بدقة. داخل منطقة المدينة، يمكن رؤية بقايا قصر أغريباس، الكاردو، بيت الحمام، ومعبد يهودي من العصر البيزنطي.

## روابط خارجية
- مقال في jewishmagazine.co.il (تم استرجاعه في 14.10.2014)